# Дженні Німмо
Дженні Німмо (нім. Jenny Nimmo; 15 січня 1944) — британська авторка дитячих книг, включаючи багато фантастичних і пригодницьких романів, книг у розділах та книжок для малюнків. Народилася в Англії, вона живе в основному в Уельсі протягом сорока років. Вона, мабуть, найвідоміша за дві серії фентезійних романів: Трилогія лозунгу (1986—1989), сучасні історії, корінні з валлійським міфом, і діти червоного короля (2002—2010), із зображенням Чарлі Боуна та інших школярів, наділених магічними силами.
Сніговий павук, перша з книжок магів, виграла другу щорічну премію Nestlé Smarties Book Prize і премію 1987 Tir na n-Og як найкращу оригінальну англійську мову книгу з «автентичним валлійським фоном». Кам'яна миша була високо оцінена за 1993 рік медаллю Карнегі, а ще кілька її книг були добре прийняті або вибрані для нагородження дитячих книжок.

## Біографія
Дженні Німмо народилася в Віндзорі, Англія. Вона була єдиною дитиною, і її батько помер, коли їй було п'ять років. Вона була ненаситним читачем, як дитина, що змусило її написати свої історії, щоб поділитися з друзями.
Її перша книга «Бронзовий трумпер» почала життя як телесеріал. Він був виданий Ангусом і Робертсоном у січні 1975 року. Того ж року Німмо одружився з Девідом Вінном Мілвард, валлійським художником і ілюстратором. Їх дві доньки та один син народилися між 1975 і 1980 роками. В даний час вона живе у Уельсі, поділившись своїм часом між написанням і допомагаючи своєму чоловікові в літній художній школі.
Мілвард є письменником або ілюстратором кількох опублікованих книг, включаючи чотири співробітництва з Німмо (1994—2000 рр., Позначені ‡ нижче). Німмо і їх молодша донька Гвен Мілвард співпрацювали за однією книжкою, написаною Дженні та ілюстрованою Гвеном The Beasties (Egmont UK, 2010). Перша публікація Гвен, як письменник, так і ілюстратор, була «Ведмідь і птах» (Егмонт, вересень 2012 року).

## Чарлі Бон і Червоний король
Найвідомішою її роботою можуть бути діти Червоного короля, також відомі як серія Чарлі Боун або серія «Червоний король», в якій чарівний талант Чарлі Боуна втягує його в зловісні інтриги своєї нової школи. З 2006 року назви книг Чарлі Бон були опубліковані в дев'яти виданнях іноземної мови та перекладені на одинадцять інших мов. Спочатку це був Червоний король Квінтет, після чого Німмо підписав контракт на нову трилогію. Розповідь про кульмінації в п'ятій книзі і знову в восьмому. Останнім часом з'явилася нова серія «Червоний король».